# Гленелг (Южная Австралия)
Гленелг (англ. Glenelg) — пригород Аделаиды, штат Южная Австралия. Население составляет 3 349 человек (перепись 2016 года).
Гленелг основан в 1836 году и стал первым поселением колонистов на юге Австралии. Носит название в честь лорда Гленелга Чарльза Гранта, шотландского политического деятеля.
Пригород расположен в южной части Австралии, на берегу залива Сент-Винсент.

## История

### Доколониальный период
До британской колонизации Южной Австралии Гленелг и Аделаидские равнины населяли племена австралийских аборигенов, которые называли эти земли Паттавилия, а протекающую здесь реку — Паттавилииянга (ныне река Патаволонга). Две вспышки оспы, которые прошлись этими землями, стали причиной значительного уменьшения популяции коренных жителей этой местности. Болезнь пришла сюда по реке Муррей, с Нового Южного Уэльса, откуда её занесли проживавшие там британские колонизаторы.

### Развитие пригорода
Первые колонизаторы отправились в Южную Австралию в 1836 году. Было рассмотрено несколько мест для основания поселения, включая остров Кенгуру, Порт-Линкольн и залив Энкантер. Решение заселить Аделаидские равнины принадлежит Уильяму Лайту. Речь губернатора Джона Хайндмарша о создании правительства в колонии Южной Австралии была сделана возле старого эвкалипта, расположенного в Гленелг-Норт.
Первое почтовое отделение здесь открыто в 1849 году; первое телеграфное отделение открыто в 1859 году. Через 9 лет два телеграфных отделения были объединены в одно.
7 марта 1848 года открыто первое общественное место — англиканская церковь. Университет Гленелга (ныне мэрия города) построен в 1875, открыт в 1877 г.
25 апреля 1859 завершено строительство пристани; помимо рыболовли пристань использовалась для принятия груза с кораблей. Паромом с пристани можно было переправиться до острова Кенгуру. В 1872 году на конце пристани был достроен маяк. Случившийся пожар повредил маяк, и через два года его заменил новый маяк.